# Pont-sur-Vanne
Pont-sur-Vanne és un municipi francès, situat al departament del Yonne i a la regió de Borgonya - Franc Comtat. L'any 2007 tenia 197 habitants.

## Demografia

### Població
El 2007 la població de fet de Pont-sur-Vanne era de 197 persones. Hi havia 72 famílies, de les quals 20 eren unipersonals (4 homes vivint sols i 16 dones vivint soles), 20 parelles sense fills, 28 parelles amb fills i 4 famílies monoparentals amb fills.
La població ha evolucionat segons el següent gràfic:
Habitants censats

### Habitatges
El 2007 hi havia 100 habitatges, 77 eren l'habitatge principal de la família, 17 eren segones residències i 6 estaven desocupats. 97 eren cases i 2 eren apartaments. Dels 77 habitatges principals, 65 estaven ocupats pels seus propietaris, 9 estaven llogats i ocupats pels llogaters i 3 estaven cedits a títol gratuït; 1 tenia una cambra, 5 en tenien dues, 14 en tenien tres, 21 en tenien quatre i 36 en tenien cinc o més. 48 habitatges disposaven pel capbaix d'una plaça de pàrquing. A 43 habitatges hi havia un automòbil i a 28 n'hi havia dos o més.

### Piràmide de població
La piràmide de població per edats i sexe el 2009 era:
| Homes | Edats   | Dones |
| ----- | ------- | ----- |
| 0     | 95 o +  | 0     |
| 0     | 90 a 94 | 4     |
| 0     | 85 a 89 | 0     |
| 0     | 80 a 84 | 0     |
| 8     | 75 a 79 | 4     |
| 4     | 70 a 74 | 8     |
| 0     | 65 a 69 | 4     |
| 4     | 60 a 64 | 0     |
| 4     | 55 a 59 | 12    |
| 0     | 50 a 54 | 4     |
| 0     | 45 a 49 | 0     |
| 12    | 40 a 44 | 0     |
| 8     | 35 a 39 | 8     |
| 16    | 30 a 34 | 4     |
| 8     | 25 a 29 | 12    |
| 8     | 20 a 24 | 0     |
| 4     | 15 a 19 | 0     |
| 4     | 10 a 14 | 4     |
| 0     | 5 a 9   | 4     |
| 16    | 0 a 4   | 4     |

## Economia
El 2007 la població en edat de treballar era de 122 persones, 90 eren actives i 32 eren inactives. De les 90 persones actives 83 estaven ocupades (47 homes i 36 dones) i 7 estaven aturades (3 homes i 4 dones). De les 32 persones inactives 13 estaven jubilades, 15 estaven estudiant i 4 estaven classificades com a «altres inactius».

### Ingressos
El 2009 a Pont-sur-Vanne hi havia 77 unitats fiscals que integraven 194 persones, la mediana anual d'ingressos fiscals per persona era de 18.215 €.

### Activitats econòmiques
Dels 10 establiments que hi havia el 2007, 1 era d'una empresa de fabricació d'altres productes industrials, 3 d'empreses de construcció, 4 d'empreses de comerç i reparació d'automòbils, 1 d'una empresa d'informació i comunicació i 1 d'una empresa de serveis.
Els 2 serveis als particulars que hi havia el 2009 eren paletes.
L'any 2000 a Pont-sur-Vanne hi havia 4 explotacions agrícoles que ocupaven un total de 576 hectàrees.

## Poblacions més properes
El següent diagrama mostra les poblacions més properes.